# 哥斯拉樂團
哥斯拉樂團（Gojira）是一支来自法国翁德尔的重金属音乐乐队。该乐队成立於1996年，當時的樂隊名字為哥斯拉 (Godzilla) 。2001年更名为Gojira 。  2024年夏季奥林匹克运动会开幕式上，哥斯拉樂團登台表演。哥斯拉樂團也由此成為第一支在奧運會开幕式上演出的重金属乐队。